# Nostalgia Vol. 1
Nostalgia Vol. 1 es el décimo octavo álbum de la banda norteña Duelo. Fue lanzado el 12 de diciembre del 2022.
Es además el primer álbum recopilatorio de temas que no fueron compuestos por Oscar Iván. 

## Lista de canciones
| N.º   | Título                     | Letras                           | Duración |  |
| 1.    | «Usted Se Me Levó La Vida» | Alexandre Pires                  | 04:11    |  |
| 2.    | «Entra En Mi Vida»         | Leonel García, Noel Schajris     | 03:57    |  |
| 3.    | «Te He Prometido»          | Leo Dan                          | 02:30    |  |
| 4.    | «Bailar Pegados»           | Julio Seijas, Luis Gómez-Escolar | 03:52    |  |
| 5.    | «Te Amo»                   | Franco de Vita                   | 02:38    |  |
| 6.    | «Aunque No Sea Conmigo»    | Santiago Díaz Vera               | 03:23    |  |
| 7.    | «Lo Que Fue No Será»       | José María Napoleón              | 04:10    |  |
| 8.    | «La Media Vuelta»          | José Alfredo Jiménez             | 03:19    |  |
| 9.    | «Mejor Me Voy»             | José Lorenzo Morales             | 04:07    |  |
| 10.   | «La Guadalupana»           | Manuel Esperón, Ernesto Cortázar | 03:46    |  |
| 35:54 |                            |                                  |          |  |

## Músicos y producción
- Oscar Iván Treviño (bajo quinto, primera voz)
- Dimas López Jr. (acordeón)
- Pedro Flores "Chino" (bajo eléctrico y segunda voz)
- Iván Torres (batería)
- Andrés "Andy" Pruneda (percusiones)
- Francisco "Pakito" Hernández (bajo sexto)
- David Badillo (animación y ritmos)

## Curiosidades
De todas las canciones, el tema Usted Se Me Llevó La Vida fue el que tuvo video musical.
Es una recopilación de éxitos que fue lanzada el 12 de diciembre, coincidiendo con las celebraciones a Nuestra señora de Guadalupe.
1. ↑  Nostalgia, Vol.1 de Duelo en Apple Music, 12 de diciembre de 2022, consultado el 30 de enero de 2025.
2. ↑  Duelo (13 de diciembre de 2022), Duelo - Usted Se Me Llevó La Vida  (Video Oficial), consultado el 30 de enero de 2025.

- Datos: Q131990596